# Arminda hierroensis
Arminda hierroensis är en insektsart som beskrevs av Günther Enderlein 1930. Arminda hierroensis ingår i släktet Arminda och familjen gräshoppor. IUCN kategoriserar arten globalt som otillräckligt studerad. Inga underarter finns listade i Catalogue of Life.